# Макар'євка (Казахстан)
Мака́р'євка (каз. Макарьев) — село у складі Жамбильського району Північноказахстанської області Казахстану. Входить до складу Прісноредутського сільського округу, раніше було центром ліквідованої Макар'євської сільської ради.
Населення — 111 осіб (2021; 225 у 2009, 378 у 1999, 587 у 1989).
Національний склад станом на 1989 рік:
- українці — 45 %
- росіяни — 28 %.